# Gran Teatro de Córdoba
El Gran Teatro de Córdoba es un teatro situado en Córdoba (España), en la Avenida del Gran Capitán, número 3.

## Historia
El Gran Teatro de Córdoba, propiedad de Pedro López Morales, comenzó a construirse en 1871. Obra del arquitecto Amadeo Rodríguez, se inauguró el 13 de abril de 1873 con la puesta en escena de la ópera Martha, de Friedrich von Flotow, interpretada por la compañía Marimón. Contaba con 403 butacas de patio, 24 plateas, 2 plateas de proscenio, 28 palcos principales, 2 palcos de proscenio de principal, 8 palcos segundos, 2 palcos de proscenio de segunda planta, 99 localidades delanteras de anfiteatro, 105 delanteras de paraíso, 200 entradas principales de anfiteatro y 600 entradas de paraíso.
Hasta 1970, año en que fue cerrado, sufrió diversas remodelaciones que no afectaron a su estructura inicial. En 1976 se presentó en el Ayuntamiento de Córdoba la solicitud de demolición del Gran Teatro por parte de sus propietarios. En 1982 se hizo cargo de él el Ayuntamiento de Córdoba tras ser declarado Bien Histórico Artístico, procediendo a su restauración llevada a cabo por el arquitecto José Antonio Gómez Luengo entre los años 1983 y 1986, y creando la Fundación Pública Municipal Gran Teatro. Abrió sus puertas de nuevo el 19 de marzo de 1986 con el XI Concurso Nacional de Arte Flamenco.
Desde noviembre de 2004, la Fundación Pública Municipal Gran Teatro pasó a llamarse Instituto Municipal de Artes Escénicas Gran Teatro debido a la aplicación de la Ley de Grandes Ciudades. Tras su última remodelación interna mantiene su estructura original de teatro a la italiana con sala en forma de herradura y un aforo algo más limitado que antes: 946 localidades distribuidas en patio de butacas, plateas, palco, anfiteatro y paraíso.